# Giovanni Lurani
Giovanni Lurani Cernuschi, VIII Conte di Calvenzano (Cernusco Lombardone, 19 dicembre 1905 – Milano, 17 gennaio 1995), è stato un pilota automobilistico, ingegnere e giornalista italiano.

## Biografia

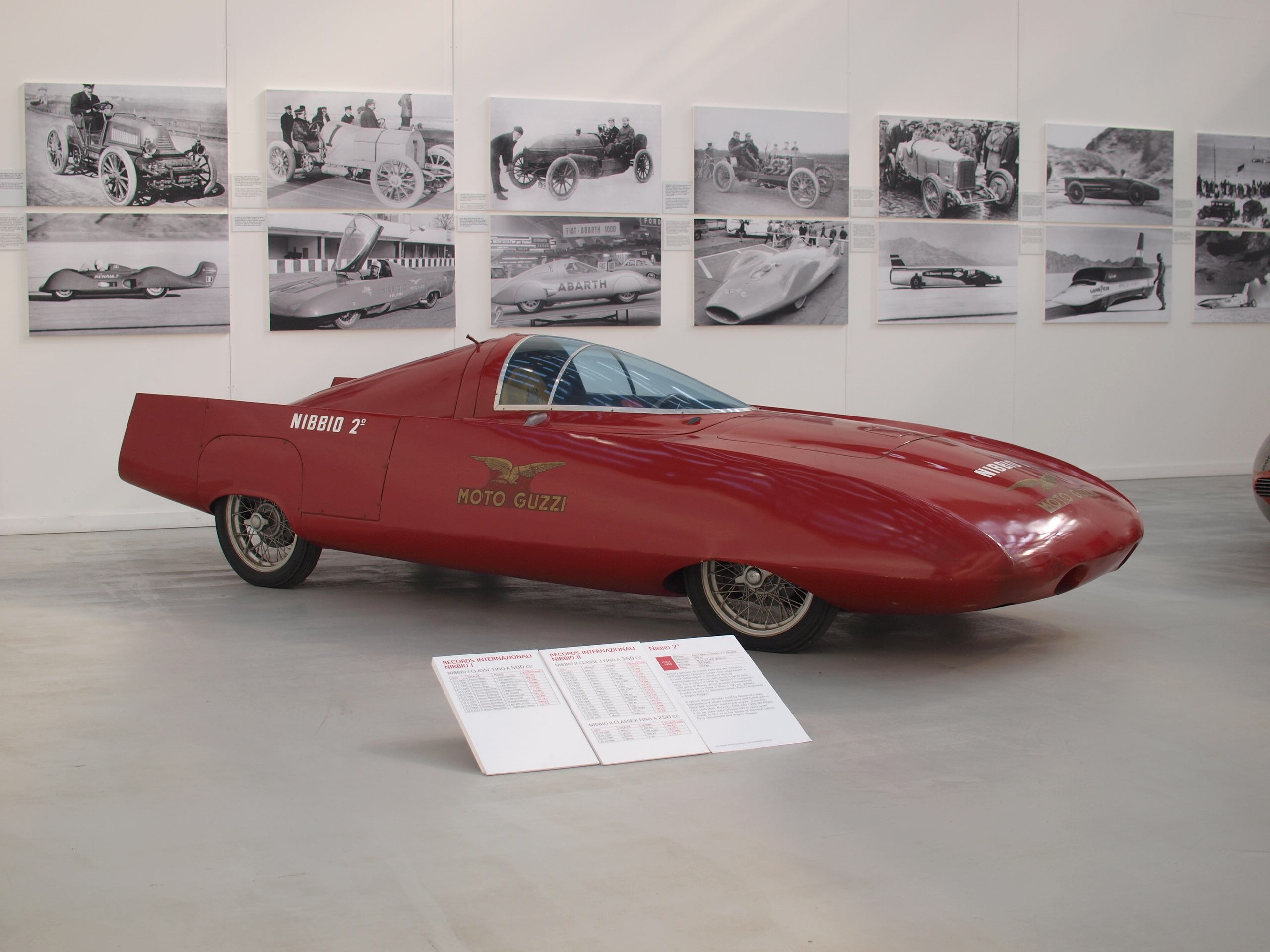
La "Nibbio 2"

Il padre era il conte Francesco Lurani Cernuschi, esploratore, topografo e musicologo. Studiò ingegneria al Politecnico di Milano e corse con diverse case automobilistiche, tra cui la Salmson, la Derby, la BMW, la MG, l'Alfa Romeo e la Maserati
. Partecipò undici volte alla Mille Miglia. Ebbe una figlia, Francisca, detta Cica, che corse nei rally negli anni 1970 e in varie gare in pista e salita.
Dopo aver partecipato alla Guerra d'Etiopia dal 1935 al 1936, Lurani fondò la Scuderia Ambrosiana nel 1937 insieme a Luigi Villoresi, Franco Cortese ed Eugenio Minetti. Nel 1938 subì un brutto incidente all'anca durante una competizione disputata circuito di Crystal Palace alla guida di una Maserati 4CM, corse ancora con successo fino al 1954, quando con la madre in pericolo di vita, decise di abbandonare le corse
Dopo la seconda guerra mondiale Lurani iniziò la carriera nell'amministrazione e nella politica automobilistica lavorando per la FIA, dove avviò la GT nel 1949 e la Formula Junior nel 1959.
Fu vicepresidente dell'Automobile Club di Milano e di conseguenza dell'Autodromo di Monza per circa 40 anni occupandosi della parte sportiva.
Giovanni Lurani progettò anche vetturette da record, la Nibbio 1 con motore Guzzi 2 tempi e la Nibbio 2 con motore Abarth, basate sulla Moto Guzzi e fu presidente della commissione sport della FIM per parecchi anni.
Era Commendatore dell'Ordine di Malta.

## Risultati completi

### Campionato europeo di automobilismo
| 1931    | Scuderia   | Vettura            | ITA | FRA | BEL |  |  |  |  | Punti | Posizione |
| ------- | ---------- | ------------------ | --- | --- | --- |  |  |  |  | ----- | --------- |
| 1931    | Alfa Corse | Alfa Romeo 6C 1500 | 6   |     |     |  |  |  |  | 20    | 13º       |
| Legenda |            |                    |     |     |     |  |  |  |  |       |           |

### Sportprototipi

#### Campionato mondiale vetture sport
| 1953 | Scuderia          | Vettura | Stati Uniti (bandiera) | Italia (bandiera) | Francia (bandiera) | Belgio (bandiera) | Germania Ovest (bandiera) | Regno Unito (bandiera) | Messico (bandiera) |
| ---- | ----------------- | ------- | ---------------------- | ----------------- | ------------------ | ----------------- | ------------------------- | ---------------------- | ------------------ |
| 1953 | Ets. Fiat Degrada | Fiat 8V |                        |                   | Rit                |                   |                           |                        |                    |

### 24 Ore di Le Mans
| Anno | Classe | N° | Gomme | Vettura                              | Squadra                                                           | Co-piloti         | Giri | Pos. Assol. | Pos. di Classe |
| ---- | ------ | -- | ----- | ------------------------------------ | ----------------------------------------------------------------- | ----------------- | ---- | ----------- | -------------- |
| 1951 | S 2.0  | 33 | M     | Lancia Aurelia B20 GT Lancia 2.0L V6 | Scuderia Ambrosiana[[Categoria:Piloti della Scuderia Ambrosiana]] | Giovanni Bracco   | 235  | 12º         | 1º             |
| 1953 | S 2.0  | 62 | P     | Fiat 8V Fiat1996cc V8                | Ets. Fiat Degrada                                                 | Norbert Jean Mahé | 8    | Rit         | Rit            |

### Mille Miglia
| Anno    | Scuderia                                                          | Costruttore  | Vettura                                               | Numero | Categoria    | Classe | Co-pilota                            | Risultato di classe | Risultato assoluto |
| ------- | ----------------------------------------------------------------- | ------------ | ----------------------------------------------------- | ------ | ------------ | ------ | ------------------------------------ | ------------------- | ------------------ |
| 1932    |                                                                   | Alfa Romeo   | Alfa Romeo 6C 1500 SS Testa Fissa Campari & Sorniotti | 52     | Sport        | S 1.5  | Carlo Canavesi                       | 2º                  | 9º                 |
| 1933    | MG                                                                | MG           | MG Magnette K3                                        | 39     | Sport        | S 1.1  | George Eyston                        | 1º                  | 21º                |
| 1934    | MG                                                                | MG           | MG Magnette K3                                        | 3      | Sport        | S 1.1  | Clifton Penn-Hughes                  | 2º                  | 11º                |
| 1937    | Scuderia Ambrosiana[[Categoria:Piloti della Scuderia Ambrosiana]] | Maserati     | Maserati 4CS 1100                                     | 101    | Sport        | S 1.1  | Luigi "Gigi" Villoresi               | Rit                 | Rit                |
| 1938    | BMW                                                               | BMW          | BMW 328                                               | 108    | Sport        | S 2.0  | Max Schaumburg-Lippe                 | 2º                  | 10º                |
| 1940    | BMW                                                               | BMW          | BMW 328 Kamm Coupé                                    | 73     | ?            | 2.0    | Franco Cortese                       | Rit                 | Rit                |
| 1948    |                                                                   | Healey       | Healey 2400 Elliott                                   | 76     | Turismo      | T +1.1 | Guglielmo Sandri (Wilhelm Schrefler) | 1º                  | 13º                |
| 1949    | AFN                                                               | Bristol Cars | Bristol 400                                           | 339    | Turismo      | T +1.1 | Harold Aldington                     | 3º                  | 13º                |
| 1952    |                                                                   | Porsche      | Porsche 356 1500                                      | 327    | Gran Turismo | GT 1.5 | Philipp Constantin von Berckheim     | 1º                  | 46º                |
| Legenda |                                                                   |              |                                                       |        |              |        |                                      |                     |                    |

### Targa Florio
| Anno    | Scuderia   | Costruttore | Vettura             | Numero | Categoria    | Classe  | Co-Pilota                 | Giri | Risultato di classe | Risultato assoluto |
| ------- | ---------- | ----------- | ------------------- | ------ | ------------ | ------- | ------------------------- | ---- | ------------------- | ------------------ |
| 1937    | Ambrosiana | Maserati    | Maserati 4 CM 1500  | 32     | ?            | 1.5     |                           | 60   | 2º                  | 2º                 |
| 1938    |            | Maserati    | Maserati 4 CM 1500  | 36     | ?            | 1.5     |                           | 3    | Rit                 | Rit                |
| 1948    |            | Healey      | Healey Elliot-Riley | 76     | Turismo      | T 1.5   | Teodoro "Dorino" Serafini | 1    | 1º                  | 13º                |
| 1949    |            | Bristol     | Bristol 400         | 201    | Turismo      | T +1.5  | Harold John Aldington     | 1    | 2º                  | 11º                |
| 1950    |            | Bristol     | Bristol 2400        | 304    | Gran Turismo | GT +1.5 |                           | ?    | ?                   | ?                  |
| Legenda |            |             |                     |        |              |         |                           |      |                     |                    |

### Targa Abruzzi
| Anno    | Scuderia | Costruttore  | Vettura      | Numero | Co-Pilota           | Giri | Risultato di classe |
| ------- | -------- | ------------ | ------------ | ------ | ------------------- | ---- | ------------------- |
| 1934    |          | Bugatti      | Bugatti 1.5  | -      | Carlo Castelbarco   | 12   | 6º                  |
| 1935    |          | Aston Martin | Aston Martin | -      | Ermenegildo Strazza | 12   | 5º                  |
| Legenda |          |              |              |        |                     |      |                     |

## Pubblicazioni
- Auto Italiana, che fondò e di cui fu editore
- Nuvolari (Cassell & Company Ltd., 1959). Con Luigi Marinatto.
- La storia delle macchine da corsa (LEA-ACI 1970).
- History of the racing car: Man and machine (Crowell 1972)
- La storia della Mille Miglia 1927-57 (1979).
- Alfa Romeo: Catalogo ragionato (1982). Con Paolo Altieri.
- Racing around the world 1920-35.
- vinse il PREMIO BANCARELLA SPORT
- Corse per il mondo Editoriale Sportiva-Milano 1947 prefazione di Achille Varzi
- Corse nel Mondo 1920-35 - Edisport 1955